# Naissance en 1500
Naissance
- 1496
- 1497
- 1498
- 1499
- 1500
- 1501
- 1502
- 1503
- 1504

Cette page dresse une liste de personnalités nées au cours de l'année 1500,  présentée dans l'ordre chronologique :
- 1er janvier : Salomon Molkho, messie auto-proclamé († 13 décembre 1532)
- 9 janvier : Diane de Poitiers, duchesse d'Étampes et du Valentinois et grande dame de la cour de France († 26 avril 1566).
- 16 janvier : Antonio Musa Brassavola, médecin et botaniste italien († 1570).

- 7 février : João de Castro, vice-roi des Indes portugaises († 6 juin 1548).
- 22 février : Rodolfo Pio, cardinal italien († 2 mai 1564).
- 24 février : Charles Quint, noble espagnol, duc de Brabant, roi de Sicile, roi d'Espagne, empereur du Saint-Empire romain germanique († 21 septembre 1558).

- Mars: Reginald Pole, archevêque de Cantorbéry, cardinal de l'Église catholique romaine († 17 novembre 1558).

- 12 avril : Joachim Camerarius l'Ancien, savant allemand († 17 avril 1574).
- 27 avril : Louis de Lorraine à Bar-le-Duc, évêque de Verdun († 23 août 1528).

- 13 mai : Antoine de Berghes, marquis de Berghes et bailli de Namur († 27 juin 1541).
- 17 mai : Frédéric II de Mantoue, noble italien, marquis puis duc de Mantoue, marquis de Montferrat († 28 juin 1540).

- 5 juillet : Pâris Bordone, peintre italien († 19 janvier 1571).

- 1er novembre : Benvenuto Cellini, orfèvre et sculpteur florentin († 13 février 1571).

- Date inconnue :
  - Hernando de Alarcón, navigateur espagnol († 1541).
  - Alonso de Alvarado, conquistador espagnol († 1556).
  - Niccolò Ardinghelli, cardinal italien († 23 août 1547).
  - Robert Aske, avocat anglais, chef de la rébellion catholique du nord de l'Angleterre († 12 juillet 1537).
  - Gonçalo Anes Bandarra, cordonnier et prophète portugais († 1556).
  - René du Bellay, évêque de Grasse, puis du Mans † 1546).
  - Ioannes Alexander Brassicanus, écrivain humaniste catholique allemand († 25 novembre 1539).
  - Francesco Crasso, cardinal italien († 29 août 1566).
  - Marcello Crescenzi, cardinal italien († 28 mai 1552).
  - Giovanni Battista del Tasso, maître-graveur sur bois, sculpteur et architecte italien († 8 mai 1555).
  - Andrés Dorantes de Carranza, capitaine espagnol († 1550).
  - Estevanico, esclave d'origine nord africaine († 1539).
  - Charles Dumoulin, jurisconsulte français († 1566).
  - Filiberto Ferrero, cardinal italien († 14 août 1549).
  - Camillo Filippi, peintre italien († 1574).
  - Johann Wilhelm von Fürstenberg, grand maître de l'Ordre Livonien, branche de l'Ordre Teutonique en Livonie († 1568).
  - Blasco de Garay, capitaine de marine et inventeur espagnol († 1552).
  - Rodrigo Gil de Hontañón, maître maçon et architecte espagnol († 31 mai 1577).
  - Jean-François de La Rocque de Roberval, homme de guerre protestant, corsaire, courtisan de François Ier, vice-roi du Canada, explorateur du passage du Nord-Ouest et seigneur de Roberval († 1560).
  - Lala Mustafa Pacha, général et homme d'État ottoman († 7 août 1580).
  - Ruy López de Villalobos, explorateur espagnol († 4 avril 1546).
  - Girolamo Mazzola Bedoli, architecte et peintre maniériste italien († 1569).
  - Rüstem Pacha, général de l'Empire ottoman et Grand Vizir du sultan Soliman le Magnifique († 10 juillet 1561).
  - Callisto Piazza, peintre italien († 1561).
  - Bernard Pretwicz, officier silésien au service du roi de Pologne, un des premiers organisateurs des cosaques d'Ukraine († 1563).
  - Ligier Richier, sculpteur français († 1567).
  - Jorge Robledo, conquistador et maréchal espagnol († 1546).
  - Walther Hermann Ryff, chirurgien († 29 septembre 1548).
  - Mem de Sá, gouverneur général du Brésil († 2 mars 1572).
  - Hans Sebald Beham, illustrateur et graveur allemand († 22 novembre 1550).
  - Diogo de Torralva, sculpteur et architecte († 1566).
  - Alessandro Vitelli, condottiere italien († 1554).
  - Wu Cheng'en, écrivain chinois de la dynastie Ming († 1582).

- Vers 1500 :
  - Henri Bles, peintre d'origine mosane († vers 1555).
  - Juan de Borgoña le jeune, peintre espagnol († 1565).
  - Francisco de Comontes, peintre espagnol († 10 février 1565).
  - Geoffroy Dumonstier, peintre, décorateur et graveur français († 13 octobre 1573).
  - Miguel de Fuenllana, compositeur et vihueliste espagnol († 1579).
  - Martín Gómez le Vieux, peintre espagnol († 1562).
  - Pierre Grassin, vicomte de Busancy, seigneur de Quincy, d'Albon-sur-Seine et de Montgodefroy-en-Brie, homme politique français († 19 octobre 1569).
  - Nicolas Hogenberg, peintre, dessinateur et graveur flamand († 1539).
  - Wolfgang Krodel, peintre allemand  († vers 1561).
  - Luca Monverde, peintre italien († vers 1526).
  - Cristobal de Morales, compositeur espagnol de musique sacrée († 1553).
  - Luys de Narváez, vihueliste et compositeur espagnol († 1555).
  - Christopher Tye, compositeur et organiste anglais († entre 1571 et 1573).
  - Enríquez de Valderrábano, vihueliste et compositeur espagnol († après 1557).